# Estuário do Geba
O Estuário do Geba, também chamado de Canal de Geba-Caió, é um braço-de-mar e imenso complexo estuarino formado logo após a foz do canal do Impernal, estendendo-se até pouco após o canal de Santa Catarina, na Guiné-Bissau.
É o receptáculo das águas do rio Geba, do rio Mansoa, do rio Pefiné, do rio Petu e do canal do Furo, além de inúmeros pequenos rios e canais.
Nas suas margens há grandes áreas de manguezais, que servem de locais de reprodução de aves, crustáceos e peixes, servindo como importante fonte de renda e alimentação para as populações que vivem em suas margens.
O estuário também é o delimitador de dois dos três arquipélagos da Guiné-Bissau, ficado ao norte o arquipélago de Bissau (menor e menos famoso) e ao sul o arquipélago dos Bijagós.